# Glock 28
Glock 28 — австрийский автоматический пистолет производства Glock GmbH.
Модель появилась на рынке оружия в 1997 году. В отличие от моделей 26 и 27, Glock 28 имеет меньшую силу отдачи, и из за этого он обладает некоторым преимуществом в быстроте и точности при скоростной стрельбе. Это существенно компенсирует меньшее останавливающее действие пули используемого патрона. На самом деле эта модель является уменьшенным вариантом Glock 25, и предназначен для скрытого ношения в условиях, требующих повышенной компактности оружия. К положительной особенности данной модели можно отнести то, что вследствие низкой начальной скорости и энергии пули практически нет рикошетов. В целом, это очень удобный в постоянном скрытом ношении пистолет. Усилие спуска составляет 2,5 кг. Glock 28 был создан специально для продажи в странах, где к обороту запрещено оружие под патроны, используемые в армии.